# کریتون (پنسیلوانیا)
کریتون (به انگلیسی: Creighton) یک منطقهٔ مسکونی در ایالات متحده آمریکا است که در شهرستان الگینی، پنسیلوانیا واقع شده‌است. کریتون ۲۶۳٫۰۵ متر بالاتر از سطح دریا واقع شده‌است.